# Робледільйо-де-ла-Хара
Робледільйо-де-ла-Хара (ісп. Robledillo de la Jara) — муніципалітет в Іспанії, у складі автономної спільноти Мадрид. Населення — 94 особи (2010).
Муніципалітет розташований на відстані близько 60 км на північ від Мадрида.
На території муніципалітету розташовані такі населені пункти: (дані про населення за 2010 рік)
- Робледільйо-де-ла-Хара: 94 особи
- Ель-Вільяр: 0 осіб

## Демографія
Динаміка населення (INE ):

## Галерея зображень

Розташування муніципалітету у автономній спільноті Мадрид